# Prêmio Quem
O Prêmio Quem foi uma premiação brasileira realizada pela revista Quem, entre 2007 à 2016, premiando os melhores da televisão brasileira, cinema, música, moda, gastronomia, literatura e teatro.

## Televisão

### 2007
| Categoria                 | Vencedor                                               |
| ------------------------- | ------------------------------------------------------ |
| Melhor Atriz de Televisão | Camila Pitanga - (Paraíso Tropical)                    |
| Melhor Atriz de Televisão | Bianca Rinaldi - (Caminhos do Coração)                 |
| Melhor Atriz de Televisão | Gabriela Duarte - (Sete Pecados)                       |
| Melhor Atriz de Televisão | Glória Pires - (Paraíso Tropical)                      |
| Melhor Atriz de Televisão | Maytê Piragibe - (Vidas Opostas)                       |
| Melhor Atriz de Televisão | Renata Dominguez - (Amor e Intrigas)                   |
| Melhor Atriz de Televisão | Renée de Vielmond - (Paraíso Tropical)                 |
| Melhor Ator de Televisão  | Wagner Moura - (Paraíso Tropical)                      |
| Melhor Ator de Televisão  | Marcello Novaes - (Sete Pecados)                       |
| Melhor Ator de Televisão  | Marcelo Serrado - (Vidas Opostas)                      |
| Melhor Ator de Televisão  | Thiago Fragoso - (O Profeta)                           |
| Melhor Ator de Televisão  | José Wilker - (Amazônia, de Galvez a Chico Mendes)     |
| Melhor Ator de Televisão  | Tony Ramos - (Paraíso Tropical)                        |
| Melhor Ator de Televisão  | Heitor Martinez - (Vidas Opostas)                      |
| Melhor Autor              | Gilberto Braga e Ricardo Linhares - (Paraíso Tropical) |
| Melhor Autor              | Duca Rachid e Thelma Guedes - (O Profeta)              |
| Melhor Autor              | Fernanda Young - (O Sistema)                           |
| Melhor Autor              | Gisele Joras - (Amor e Intrigas)                       |
| Melhor Autor              | Glória Perez - (Amazônia, de Galvez a Chico Mendes)    |
| Melhor Autor              | Marcílio Moraes - (Vidas Opostas)                      |
| Melhor Revelação          | Léo Rosa - (Vidas Opostas)                             |
| Melhor Revelação          | Gregório Duvivier - (O Sistema)                        |
| Melhor Revelação          | Gustavo Leão - (Paraíso Tropical)                      |
| Melhor Revelação          | Otaviano Costa - (Amor e Intrigas)                     |
| Melhor Revelação          | Letícia Medina - (Caminhos do Coração)                 |
| Melhor Revelação          | Rosanne Mulholland - (Sete Pecados)                    |

### 2008
| Categoria                 | Vencedores e indicados                                 |
| ------------------------- | ------------------------------------------------------ |
| Melhor Atriz de Televisão | Patricia Pillar - (A Favorita)                         |
| Melhor Atriz de Televisão | Andréia Horta - (Chamas da Vida)                       |
| Melhor Atriz de Televisão | Cláudia Raia - (A Favorita)                            |
| Melhor Atriz de Televisão | Ísis Valverde - (Beleza Pura)                          |
| Melhor Atriz de Televisão | Leandra Leal - (Ciranda de Pedra)                      |
| Melhor Atriz de Televisão | Lucinha Lins - (Chamas da Vida)                        |
| Melhor Atriz de Televisão | Regina Braga - (Alice)                                 |
| Melhor Ator de Televisão  | Norival Rizzo - (9mm: São Paulo)                       |
| Melhor Ator de Televisão  | Ary Fontoura - (A Favorita)                            |
| Melhor Ator de Televisão  | Antonio Fagundes - (Duas Caras)                        |
| Melhor Ator de Televisão  | Caio Blat - (Ciranda de Pedra)                         |
| Melhor Ator de Televisão  | Daniel Dantas - (Ciranda de Pedra)                     |
| Melhor Ator de Televisão  | Guilherme Weber - (Queridos Amigos)                    |
| Melhor Ator de Televisão  | Murilo Benício - (A Favorita)                          |
| Melhor Ator de Televisão  | Osmar Prado - (Ciranda de Pedra)                       |
| Melhor Autor de Televisão | João Emanuel Carneiro - (A Favorita)                   |
| Melhor Autor de Televisão | Andréa Maltarolli - (Beleza Pura)                      |
| Melhor Autor de Televisão | George Moura - (Por Toda Minha Vida)                   |
| Melhor Autor de Televisão | Karim Ainouz e Sérgio Machado - (Alice)                |
| Melhor Autor de Televisão | Roberto d'Ávila e Newton Cannito - (9mm: São Paulo)    |
| Melhor Autor de Televisão | Tiago Santiago - (Os Mutantes: Caminhos do Coração)    |
| Melhor Revelação          | André Di Mauro - (Chamas da Vida)                      |
| Melhor Revelação          | Julianne Trevisol - (Os Mutantes: Caminhos do Coração) |
| Melhor Revelação          | Milhem Cortaz - (Chamas da Vida)                       |
| Melhor Revelação          | Nathalia Dill - (Malhação)                             |
| Melhor Revelação          | Rafael Cardoso - (Beleza Pura)                         |
| Melhor Revelação          | Thiago Mendonça - (Duas Caras)                         |
| Melhor Jornalista         | Rafael Cortez - (Custe o Que Custar)                   |
| Melhor Jornalista         | Alessandro Buzo - (Manos e Minas)                      |
| Melhor Jornalista         | Caco Barcellos - (Profissão Repórter)                  |
| Melhor Jornalista         | Fátima Bernardes - (Jornal Nacional)                   |
| Melhor Jornalista         | Leilane Neubarth - (Arquivo N –1968)                   |
| Melhor Jornalista         | Maria Beltrão - (Entre Aspas)                          |
| Melhor Jornalista         | Ricardo Boechat - (Jornal da Band)                     |
| Melhor Jornalista         | Tadeu Schmidt - (Olimpíadas de Pequim)                 |

### 2009
| Categoria                 | Vencedores e indicados                                           |
| ------------------------- | ---------------------------------------------------------------- |
| Melhor Atriz de Televisão | Lilia Cabral - (Viver a Vida)                                    |
| Melhor Atriz de Televisão | Andréa Beltrão - (A Grande Família)                              |
| Melhor Atriz de Televisão | Cássia Kis Magro - (Paraíso)                                     |
| Melhor Atriz de Televisão | Maria Flor - (Aline)                                             |
| Melhor Atriz de Televisão | Nathália Dill - (Paraíso)                                        |
| Melhor Atriz de Televisão | Laura Cardoso - (Caminho das Índias)                             |
| Melhor Atriz de Televisão | Marieta Severo - (A Grande Família)                              |
| Melhor Ator de Televisão  | Bruno Gagliasso - (Caminho das Índias)                           |
| Melhor Ator de Televisão  | Mateus Solano - (Viver a Vida)                                   |
| Melhor Ator de Televisão  | Rodrigo Lombardi - (Caminho das Índias)                          |
| Melhor Ator de Televisão  | Tony Ramos - (Caminho das Índias)                                |
| Melhor Ator de Televisão  | Lázaro Ramos - (Decamerão - A Comédia do Sexo)                   |
| Melhor Ator de Televisão  | Felipe Camargo - (Som & Fúria)                                   |
| Melhor Ator de Televisão  | Walmor Chagas - (Mutantes: Promessas de Amor)                    |
| Melhor Autor de Televisão | Manoel Carlos - (Maysa: Quando Fala o Coração)                   |
| Melhor Autor de Televisão | Glória Perez - (Caminho das Índias)                              |
| Melhor Autor de Televisão | Miguel Falabella - (Negócio da China)                            |
| Melhor Autor de Televisão | Rafael Gomes e Esmir Filho - (Tudo o que É Sólido Pode Derreter) |
| Melhor Autor de Televisão | Lícia Manzo - (Tudo Novo de Novo)                                |
| Melhor Autor de Televisão | Jorge Furtado - (Decamerão - A Comédia do Sexo)                  |
| Melhor Jornalista         | Tadeu Schmidt                                                    |
| Melhor Jornalista         | Caco Barcellos                                                   |
| Melhor Jornalista         | Fátima Bernardes                                                 |
| Melhor Jornalista         | Ricardo Boechat                                                  |
| Melhor Jornalista         | Heraldo Pereira                                                  |
| Melhor Jornalista         | Heródoto Barbeiro                                                |
| Melhor Jornalista         | Sócrates                                                         |
| Melhor Jornalista         | Xico Sá                                                          |

- Homenageado: Juliana Paes

### 2010
| Categoria                             | Vencedores e indicados                              |
| ------------------------------------- | --------------------------------------------------- |
| Melhor Atriz de Televisão             | Alinne Moraes - (Viver a Vida)                      |
| Melhor Atriz de Televisão             | Claudia Raia - (Ti Ti Ti)                           |
| Melhor Atriz de Televisão             | Fernanda Montenegro - (Passione)                    |
| Melhor Atriz de Televisão             | Giulia Gam - (Ti Ti Ti)                             |
| Melhor Atriz de Televisão             | Mariana Ximenes - (Passione)                        |
| Melhor Atriz de Televisão             | Vera Holtz - (Passione)                             |
| Melhor Ator de Televisão              | Murilo Benício - (Ti Ti Ti)                         |
| Melhor Ator de Televisão              | Alexandre Borges - (Ti Ti Ti)                       |
| Melhor Ator de Televisão              | Alexandre Nero - (Escrito nas Estrelas)             |
| Melhor Ator de Televisão              | Cauã Reymond - (Passione)                           |
| Melhor Ator de Televisão              | Selton Mello - (A Cura)                             |
| Melhor Ator de Televisão              | Tony Ramos - (Passione)                             |
| Melhor Atriz Coadjuvante de Televisão | Zezé Polessa - (Escrito nas Estrelas)               |
| Melhor Atriz Coadjuvante de Televisão | Aracy Balabanian - (Passione)                       |
| Melhor Atriz Coadjuvante de Televisão | Cleyde Yáconis - (Passione)                         |
| Melhor Atriz Coadjuvante de Televisão | Daisy Lúcidi - (Passione)                           |
| Melhor Atriz Coadjuvante de Televisão | Jandira Martini - (Escrito nas Estrelas)            |
| Melhor Atriz Coadjuvante de Televisão | Walderez de Barros - (Escrito nas Estrelas)         |
| Melhor Ator Coadjuvante de Televisão  | Marcello Airoldi - (Viver a Vida)                   |
| Melhor Ator Coadjuvante de Televisão  | Ary Fontoura - (A Cura)                             |
| Melhor Ator Coadjuvante de Televisão  | Evandro Mesquita - (A Grande Família)               |
| Melhor Ator Coadjuvante de Televisão  | Júlio Andrade - (Passione)                          |
| Melhor Ator Coadjuvante de Televisão  | Leonardo Villar - (Passione)                        |
| Melhor Ator Coadjuvante de Televisão  | Miguel Roncato - (Passione)                         |
| Melhor Ator Coadjuvante de Televisão  | Rodrigo Lopéz - (Ti Ti Ti)                          |
| Melhor Revelação                      | Adriana Birolli - (Viver a Vida)                    |
| Melhor Revelação                      | Carol Macedo - (Passione)                           |
| Melhor Revelação                      | Clara Tiezzi - (Ti Ti Ti)                           |
| Melhor Revelação                      | Fiuk - (Malhação ID)                                |
| Melhor Revelação                      | Klara Castanho - (Viver a Vida)                     |
| Melhor Revelação                      | Mario José Paz - (Viver a Vida)                     |
| Melhor Autor de Televisão             | Silvio de Abreu - (Passione)                        |
| Melhor Autor de Televisão             | Elizabeth Jhin - (Escrito nas Estrelas)             |
| Melhor Autor de Televisão             | Manoel Carlos - (Viver a Vida)                      |
| Melhor Autor de Televisão             | Maria Adelaide Amaral - (Ti Ti Ti)                  |
| Melhor Autor de Televisão             | João Emanuel Carneiro e Marcos Bernstein - (A Cura) |
| Melhor Apresentador                   | Luciano Huck - (Caldeirão do Huck)                  |
| Melhor Apresentador                   | Marcelo Tas - (Custe o Que Custar)                  |
| Melhor Apresentador                   | Rodrigo Faro - (O Melhor do Brasil)                 |
| Melhor Jornalista                     | Tiago Leifert - (Globo Esporte)                     |

### 2011
| Categoria                             | Vencedores e indicados                                  |
| ------------------------------------- | ------------------------------------------------------- |
| Melhor Atriz de Televisão             | Cássia Kis Magro - (Morde & Assopra)                    |
| Melhor Atriz de Televisão             | Lilia Cabral - (Fina Estampa)                           |
| Melhor Atriz de Televisão             | Regina Duarte - (O Astro)                               |
| Melhor Atriz de Televisão             | Gloria Pires - (Insensato Coração)                      |
| Melhor Atriz de Televisão             | Ana Beatriz Nogueira - (Insensato Coração)              |
| Melhor Atriz de Televisão             | Bianca Rinaldi - (Ribeirão do Tempo)                    |
| Melhor Atriz de Televisão             | Carolina Ferraz - (O Astro)                             |
| Melhor Atriz de Televisão             | Deborah Secco - (Insensato Coração)                     |
| Melhor Atriz de Televisão             | Adriana Esteves - (Morde & Assopra)                     |
| Melhor Ator de Televisão              | Bruno Gagliasso - (Cordel Encantado)                    |
| Melhor Ator de Televisão              | Cauã Reymond - (Cordel Encantado)                       |
| Melhor Ator de Televisão              | Dalton Vigh - (Fina Estampa)                            |
| Melhor Ator de Televisão              | Gabriel Braga Nunes - (Insensato Coração)               |
| Melhor Ator de Televisão              | Mateus Solano - (Morde & Assopra)                       |
| Melhor Ator de Televisão              | Marcos Pasquim - (Morde & Assopra)                      |
| Melhor Ator de Televisão              | Murilo Benício - (Força-Tarefa)                         |
| Melhor Ator de Televisão              | Marco Ricca - (O Astro)                                 |
| Melhor Ator de Televisão              | Rodrigo Lombardi - (O Astro)                            |
| Melhor Atriz Coadjuvante de Televisão | Marjorie Estiano - (A Vida da Gente)                    |
| Melhor Atriz Coadjuvante de Televisão | Marina Ruy Barbosa - (Morde & Assopra)                  |
| Melhor Atriz Coadjuvante de Televisão | Sophie Charlotte - (Fina Estampa)                       |
| Melhor Atriz Coadjuvante de Televisão | Maria Clara Gueiros - (Insensato Coração)               |
| Melhor Atriz Coadjuvante de Televisão | Fernanda Rodrigues - (O Astro)                          |
| Melhor Atriz Coadjuvante de Televisão | Zezé Polessa - (Cordel Encantado)                       |
| Melhor Atriz Coadjuvante de Televisão | Camila Pitanga - (Insensato Coração)                    |
| Melhor Atriz Coadjuvante de Televisão | Elizabeth Savalla - (Morde & Assopra)                   |
| Melhor Atriz Coadjuvante de Televisão | Carolina Dieckmann - (Fina Estampa)                     |
| Melhor Ator Coadjuvante de Televisão  | Marcelo Serrado - (Fina Estampa)                        |
| Melhor Ator Coadjuvante de Televisão  | Domingos Montagner - (Cordel Encantado)                 |
| Melhor Ator Coadjuvante de Televisão  | André Gonçalves - (Morde & Assopra)                     |
| Melhor Ator Coadjuvante de Televisão  | Ricardo Tozzi - (Insensato Coração)                     |
| Melhor Ator Coadjuvante de Televisão  | Ary Fontoura - (Morde & Assopra)                        |
| Melhor Ator Coadjuvante de Televisão  | Herson Capri - (Insensato Coração)                      |
| Melhor Ator Coadjuvante de Televisão  | Humberto Martins - (O Astro)                            |
| Melhor Ator Coadjuvante de Televisão  | Antônio Calloni - (O Astro)                             |
| Melhor Ator Coadjuvante de Televisão  | Otaviano Costa - (Morde & Assopra)                      |
| Melhor Revelação                      | Rodrigo Andrade - (Insensato Coração)                   |
| Melhor Revelação                      | Anderson Di Rizzi - (Morde & Assopra)                   |
| Melhor Revelação                      | Wendell Bendelack - (Insensato Coração)                 |
| Melhor Revelação                      | Klebber Toledo - (Morde & Assopra)                      |
| Melhor Revelação                      | Bruna Linzmeyer - (Insensato Coração)                   |
| Melhor Revelação                      | Giovanna Lancellotti - (Insensato Coração)              |
| Melhor Revelação                      | Rodrigo Sant' Anna - (Zorra Total)                      |
| Melhor Revelação                      | Thalita Carauta - (Zorra Total)                         |
| Melhor Autor de Televisão             | Duca Rachid e Thelma Guedes - (Cordel Encantado)        |
| Melhor Autor de Televisão             | Aguinaldo Silva - (Fina Estampa)                        |
| Melhor Autor de Televisão             | Gilberto Braga e Ricardo Linhares - (Insensato Coração) |
| Melhor Autor de Televisão             | Walcyr Carrasco - (Morde & Assopra)                     |
| Melhor Autor de Televisão             | Lícia Manzo - (A Vida da Gente)                         |
| Melhor Autor de Televisão             | Alcides Nogueira e Geraldo Carneiro - (O Astro)         |
| Melhor Apresentador                   | Marcos Mion - (Legendários)                             |
| Melhor Apresentador                   | Luciano Huck - (Caldeirão do Huck)                      |
| Melhor Apresentador                   | Marcelo Tas - (Custe o Que Custar)                      |
| Melhor Apresentador                   | Rodrigo Faro - (O Melhor do Brasil)                     |
| Melhor Jornalista                     | Fátima Bernardes - (Jornal Nacional)                    |

### 2012
| Categoria                             | Vencedores e indicados                                  |
| ------------------------------------- | ------------------------------------------------------- |
| Melhor Atriz de Televisão             | Adriana Esteves - (Avenida Brasil)                      |
| Melhor Atriz de Televisão             | Andrea Beltrão - (Tapas & Beijos)                       |
| Melhor Atriz de Televisão             | Cláudia Abreu - (Cheias de Charme)                      |
| Melhor Atriz de Televisão             | Débora Falabella - (Avenida Brasil)                     |
| Melhor Atriz de Televisão             | Fernanda Torres - (Tapas & Beijos)                      |
| Melhor Atriz de Televisão             | Juliana Paes - (Gabriela)                               |
| Melhor Atriz de Televisão             | Leandra Leal - (Cheias de Charme)                       |
| Melhor Atriz de Televisão             | Letícia Persiles - (Amor Eterno Amor)                   |
| Melhor Atriz de Televisão             | Taís Araújo - (Cheias de Charme)                        |
| Melhor Ator de Televisão              | Gabriel Braga Nunes - (Amor Eterno Amor)                |
| Melhor Ator de Televisão              | Antônio Fagundes - (Gabriela)                           |
| Melhor Ator de Televisão              | Humberto Martins - (Gabriela)                           |
| Melhor Ator de Televisão              | Marcelo Serrado - (Gabriela)                            |
| Melhor Ator de Televisão              | Murilo Benício - (Avenida Brasil)                       |
| Melhor Ator de Televisão              | Ricardo Tozzi - (Cheias de Charme)                      |
| Melhor Ator de Televisão              | Thiago Fragoso - (Lado a Lado)                          |
| Melhor Atriz Coadjuvante de Televisão | Giovanna Lancelloti - (Gabriela)                        |
| Melhor Atriz Coadjuvante de Televisão | Cláudia Missura - (Avenida Brasil)                      |
| Melhor Atriz Coadjuvante de Televisão | Débora Bloch - (Avenida Brasil)                         |
| Melhor Atriz Coadjuvante de Televisão | Eliane Giardini - (Avenida Brasil)                      |
| Melhor Atriz Coadjuvante de Televisão | Isis Valverde - (Avenida Brasil)                        |
| Melhor Atriz Coadjuvante de Televisão | Laura Cardoso - (Gabriela)                              |
| Melhor Atriz Coadjuvante de Televisão | Leona Cavalli - (Gabriela)                              |
| Melhor Atriz Coadjuvante de Televisão | Luiza Valdetaro - (Gabriela)                            |
| Melhor Atriz Coadjuvante de Televisão | Vera Holtz - (Avenida Brasil)                           |
| Melhor Ator Coadjuvante de Televisão  | Juliano Cazarré - (Avenida Brasil)                      |
| Melhor Ator Coadjuvante de Televisão  | Alexandre Borges - (Avenida Brasil)                     |
| Melhor Ator Coadjuvante de Televisão  | José de Abreu - (Avenida Brasil)                        |
| Melhor Ator Coadjuvante de Televisão  | Juliano Cazarré - (Avenida Brasil)                      |
| Melhor Ator Coadjuvante de Televisão  | Marcello Novaes - (Avenida Brasil)                      |
| Melhor Ator Coadjuvante de Televisão  | Marco Pigossi - (Gabriela)                              |
| Melhor Ator Coadjuvante de Televisão  | Marcos Caruso - (Avenida Brasil)                        |
| Melhor Ator Coadjuvante de Televisão  | Marcos Palmeira- (Cheias de Charme)                     |
| Melhor Ator Coadjuvante de Televisão  | Otávio Augusto - (Avenida Brasil)                       |
| Melhor Ator Coadjuvante de Televisão  | Rodrigo Andrade - (Gabriela)                            |
| Melhor Revelação                      | Daniel Rocha - (Avenida Brasil)                         |
| Melhor Revelação                      | Cacau Protásio - (Avenida Brasil)                       |
| Melhor Revelação                      | José Loreto - (Avenida Brasil)                          |
| Melhor Revelação                      | Letícia Isnard - (Avenida Brasil)                       |
| Melhor Revelação                      | Mel Maia - (Avenida Brasil)                             |
| Melhor Revelação                      | Rodrigo Pandolfo - (Cheias de Charme)                   |
| Melhor Revelação                      | Titina Medeiros - (Cheias de Charme)                    |
| Melhor Autor de Televisão             | João Emanuel Carneiro - (Avenida Brasil)                |
| Melhor Autor de Televisão             | Filipe Miguez e Izabel de Oliveira - (Cheias de Charme) |
| Melhor Autor de Televisão             | Íris Abravanel - (Carrossel)                            |
| Melhor Autor de Televisão             | Lícia Manzo - (A Vida da Gente)                         |
| Melhor Autor de Televisão             | Walcyr Carrasco - (Gabriela)                            |
| Melhor Apresentador                   | Luciano Huck                                            |
| Melhor Apresentador                   | Danilo Gentili                                          |
| Melhor Apresentador                   | Fausto Silva                                            |
| Melhor Apresentador                   | Pedro Bial                                              |
| Melhor Apresentador                   | Rodrigo Faro                                            |
| Melhor Apresentador                   | Silvio Santos                                           |
| Melhor Apresentador                   | Tadeu Schmidt                                           |
| Melhor Jornalista                     | Willian Bonner                                          |
| Melhor Jornalista                     | Ana Paula Padrão                                        |
| Melhor Jornalista                     | Carlos Nascimento                                       |
| Melhor Jornalista                     | Guga Chacra                                             |
| Melhor Jornalista                     | Patricia Poeta                                          |
| Melhor Jornalista                     | Paulo Henrique Amorim                                   |
| Melhor Jornalista                     | Pedro Bassan                                            |

### 2013
| Categoria                             | Vencedores e indicados                                 |
| ------------------------------------- | ------------------------------------------------------ |
| Melhor Atriz de Televisão             | Giovanna Antonelli - (Salve Jorge)                     |
| Melhor Atriz de Televisão             | Bianca Bin - (Joia Rara)                               |
| Melhor Atriz de Televisão             | Bianca Comparato - (Sessão de Terapia)                 |
| Melhor Atriz de Televisão             | Claudia Raia - (Salve Jorge)                           |
| Melhor Atriz de Televisão             | Débora Bloch - (Saramandaia)                           |
| Melhor Atriz de Televisão             | Giulia Gam - (Sangue Bom)                              |
| Melhor Atriz de Televisão             | Nanda Costa - (Salve Jorge)                            |
| Melhor Atriz de Televisão             | Sophie Charlotte - (Sangue Bom)                        |
| Melhor Atriz de Televisão             | Susana Vieira - (Amor à Vida)                          |
| Melhor Ator de Televisão              | Mateus Solano - (Amor à Vida)                          |
| Melhor Ator de Televisão              | Antonio Fagundes - (Amor à Vida)                       |
| Melhor Ator de Televisão              | Domingos Montagner - (Salve Jorge)                     |
| Melhor Ator de Televisão              | Gabriel Braga Nunes - (Saramandaia)                    |
| Melhor Ator de Televisão              | Humberto Carrão - (Sangue Bom)                         |
| Melhor Ator de Televisão              | Marco Pigossi - (Sangue Bom)                           |
| Melhor Ator de Televisão              | Sérgio Guizé - (Saramandaia)                           |
| Melhor Ator de Televisão              | Sérgio Mamberti - (Flor do Caribe)                     |
| Melhor Atriz Coadjuvante de Televisão | Elizabeth Savalla - (Amor à Vida)                      |
| Melhor Atriz Coadjuvante de Televisão | Bárbara Paz - (Amor à Vida)                            |
| Melhor Atriz Coadjuvante de Televisão | Chandelly Braz - (Saramandaia)                         |
| Melhor Atriz Coadjuvante de Televisão | Danielle Winits - (Amor à Vida)                        |
| Melhor Atriz Coadjuvante de Televisão | Letícia Sabatella - (Sangue Bom)                       |
| Melhor Atriz Coadjuvante de Televisão | Nathalia Timberg - (Amor à Vida)                       |
| Melhor Atriz Coadjuvante de Televisão | Regiane Alves - (Sangue Bom)                           |
| Melhor Atriz Coadjuvante de Televisão | Totia Meireles - (Salve Jorge)                         |
| Melhor Atriz Coadjuvante de Televisão | Vera Holtz - (Saramandaia)                             |
| Melhor Ator Coadjuvante de Televisão  | Alexandre Nero - (Salve Jorge)                         |
| Melhor Ator Coadjuvante de Televisão  | Anderson Di Rizzi - (Amor à Vida)                      |
| Melhor Ator Coadjuvante de Televisão  | Carmo Dalla Vecchia - (Joia Rara)                      |
| Melhor Ator Coadjuvante de Televisão  | José de Abreu - (Joia Rara)                            |
| Melhor Ator Coadjuvante de Televisão  | Joaquim Lopes - (Sangue Bom)                           |
| Melhor Ator Coadjuvante de Televisão  | Josafá Filho - (Sangue Bom)                            |
| Melhor Ator Coadjuvante de Televisão  | Luis Melo - (Amor à Vida)                              |
| Melhor Ator Coadjuvante de Televisão  | Matheus Nachtergaele - (Saramandaia)                   |
| Melhor Ator Coadjuvante de Televisão  | Tiago Abravanel - (Salve Jorge/Joia Rara)              |
| Melhor Revelação                      | Tatá Werneck - (Amor à Vida)                           |
| Melhor Revelação                      | Dani Moreno - (Salve Jorge)                            |
| Melhor Revelação                      | Felipe Titto - (Amor à Vida)                           |
| Melhor Revelação                      | JP Rufino - (Além do Horizonte)                        |
| Melhor Revelação                      | Larissa Manoela - (Carrossel)                          |
| Melhor Revelação                      | Luma Costa - (Pé na Cova)                              |
| Melhor Revelação                      | Maria Casadevall - (Amor à Vida)                       |
| Melhor Revelação                      | Nanda Costa - (Salve Jorge)                            |
| Melhor Revelação                      | Sabrina Korgut - (Pé na Cova)                          |
| Melhor Autor de Televisão             | Walcyr Carrasco - (Amor à Vida)                        |
| Melhor Autor de Televisão             | Carlos Lombardi - (Pecado Mortal)                      |
| Melhor Autor de Televisão             | Cláudio Paiva - (Tapas & Beijos)                       |
| Melhor Autor de Televisão             | Maria Adelaide Amaral e Vincent Villari - (Sangue Bom) |
| Melhor Autor de Televisão             | Miguel Falabella - (Pé na Cova)                        |
| Melhor Autor de Televisão             | Ricardo Linhares - (Saramandaia)                       |
| Melhor Autor de Televisão             | Thelma Guedes e Duca Rachid - (Joia Rara)              |
| Melhor Autor de Televisão             | Walther Negrão - (Flor do Caribe)                      |
| Melhor Apresentador                   | Marcos Mion - (Legendários)                            |
| Melhor Apresentador                   | Fernanda Lima - (Amor & Sexo)                          |
| Melhor Apresentador                   | Luciano Huck - (Caldeirão do Huck)                     |
| Melhor Apresentador                   | Marcelo Tas - (Custe o Que Custar)                     |
| Melhor Apresentador                   | Xuxa - (TV Xuxa)                                       |
| Melhor Jornalista                     | Evaristo Costa - (Jornal Hoje)                         |
| Melhor Jornalista                     | Caco Barcellos - (Profissão Repórter)                  |
| Melhor Jornalista                     | Fernando Gabeira - (Fernando Gabeira)                  |
| Melhor Jornalista                     | Glória Maria - (Globo Repórter)                        |
| Melhor Jornalista                     | Ivan Moré - (Globo Esporte)                            |
| Melhor Jornalista                     | Renata Vasconcellos - (Fantástico)                     |
| Melhor Jornalista                     | Roberto Cabrini - (Conexão Repórter)                   |
| Melhor Jornalista                     | Rodrigo Alvarez - (Globo Internacional)                |

### 2014
| Categoria                             | Vencedores e indicados                                |
| ------------------------------------- | ----------------------------------------------------- |
| Melhor Atriz de Televisão             | Cláudia Abreu - (Geração Brasil)                      |
| Melhor Atriz de Televisão             | Andrea Beltrão - (Tapas & Beijos)                     |
| Melhor Atriz de Televisão             | Juliana Paes - (Meu Pedacinho de Chão)                |
| Melhor Atriz de Televisão             | Lilia Cabral - (Império)                              |
| Melhor Atriz de Televisão             | Marieta Severo - (A Grande Família)                   |
| Melhor Atriz de Televisão             | Marília Pera - (Pé na Cova)                           |
| Melhor Atriz de Televisão             | Patricia Pillar - (O Rebu)                            |
| Melhor Atriz de Televisão             | Sophie Charlotte - (O Rebu)                           |
| Melhor Atriz de Televisão             | Taís Araújo - (Geração Brasil)                        |
| Melhor Ator de Televisão              | Irandhir Santos - (Meu Pedacinho de Chão)             |
| Melhor Ator de Televisão              | Alexandre Nero - (Império)                            |
| Melhor Ator de Televisão              | Cauã Reymond - (O Caçador)                            |
| Melhor Ator de Televisão              | Humberto Martins - (Em Família)                       |
| Melhor Ator de Televisão              | Marco Nanini - (A Grande Família)                     |
| Melhor Ator de Televisão              | Murilo Benício - (Geração Brasil)                     |
| Melhor Ator de Televisão              | Osmar Prado - (Meu Pedacinho de Chão)                 |
| Melhor Ator de Televisão              | Rodrigo Lombardi - (Meu Pedacinho de Chão)            |
| Melhor Ator de Televisão              | Tony Ramos - (O Rebu)                                 |
| Melhor Atriz Coadjuvante de Televisão | Drica Moraes - (Império)                              |
| Melhor Atriz Coadjuvante de Televisão | Camila Morgado - (O Rebu)                             |
| Melhor Atriz Coadjuvante de Televisão | Cássia Kis Magro - (O Rebu)                           |
| Melhor Atriz Coadjuvante de Televisão | Dira Paes - (Amores Roubados)                         |
| Melhor Atriz Coadjuvante de Televisão | Inês Peixoto - (Meu Pedacinho de Chão)                |
| Melhor Atriz Coadjuvante de Televisão | Giulia Gam - (Boogie Oogie)                           |
| Melhor Atriz Coadjuvante de Televisão | Vanessa Gerbelli - (Em Família)                       |
| Melhor Atriz Coadjuvante de Televisão | Vera Holtz - (O Rebu)                                 |
| Melhor Atriz Coadjuvante de Televisão | Viviane Pasmanter - (Em Família)                      |
| Melhor Ator Coadjuvante de Televisão  | Johnny Massaro - (Meu Pedacinho de Chão)              |
| Melhor Ator Coadjuvante de Televisão  | Ailton Graça - (Império)                              |
| Melhor Ator Coadjuvante de Televisão  | Júlio Andrade - (O Rebu)                              |
| Melhor Ator Coadjuvante de Televisão  | Lázaro Ramos - (Geração Brasil)                       |
| Melhor Ator Coadjuvante de Televisão  | Luís Miranda - (Geração Brasil)                       |
| Melhor Ator Coadjuvante de Televisão  | Pedro Cardoso - (A Grande Família)                    |
| Melhor Ator Coadjuvante de Televisão  | Rômulo Neto - (Império)                               |
| Melhor Ator Coadjuvante de Televisão  | Vladimir Brichta - (Tapas & Beijos)                   |
| Melhor Revelação                      | Nando Rodrigues - (Em Família)                        |
| Melhor Revelação                      | Antonio Saboia - (Em Família)                         |
| Melhor Revelação                      | Bruno Fagundes - (Meu Pedacinho de Chão)              |
| Melhor Revelação                      | Chay Suede - (Império)                                |
| Melhor Revelação                      | Dani Barros - (Império)                               |
| Melhor Revelação                      | Gabriel Sater - (Meu Pedacinho de Chão)               |
| Melhor Revelação                      | Jesuíta Barbosa - (O Rebu)                            |
| Melhor Revelação                      | Paula Barbosa - (Meu Pedacinho de Chão)               |
| Melhor Revelação                      | Rafael Losso - (Império)                              |
| Melhor Autor de Televisão             | Benedito Ruy Barbosa - (Meu Pedacinho de Chão)        |
| Melhor Autor de Televisão             | Aguinaldo Silva - (Império)                           |
| Melhor Autor de Televisão             | Carlos Lombardi - (Pecado Mortal)                     |
| Melhor Autor de Televisão             | Filipe Miguez e Izabel de Oliveira - (Geração Brasil) |
| Melhor Autor de Televisão             | Sergio Goldenberg e George Moura - (O Rebu)           |
| Melhor Autor de Televisão             | Gloria Perez - (Dupla Identidade)                     |
| Melhor Autor de Televisão             | Jorge Furtado - (Doce de Mãe)                         |
| Melhor Autor de Televisão             | Miguel Falabella - (Pé na Cova)                       |
| Melhor Apresentador                   | Fátima Bernardes - (Encontro com Fátima Bernardes)    |
| Melhor Apresentador                   | Astrid Fontenelle - (Chegadas e Partidas)             |
| Melhor Apresentador                   | Danilo Gentili - (The Noite com Danilo Gentili)       |
| Melhor Apresentador                   | Eliana - (Eliana)                                     |
| Melhor Apresentador                   | Marcelo Tas - (Custe o Que Custar)                    |
| Melhor Apresentador                   | Pedro Bial - (Na Moral)                               |
| Melhor Apresentador                   | Rodrigo Faro - (O Melhor do Brasil)                   |
| Melhor Apresentador                   | Sabrina Sato - (Programa da Sabrina)                  |
| Melhor Jornalista                     | William Bonner - (Jornal Nacional)                    |
| Melhor Jornalista                     | Evaristo Costa - (Jornal Hoje)                        |
| Melhor Jornalista                     | Caco Barcellos - (Profissão Repórter)                 |
| Melhor Jornalista                     | Fernanda Gentil - (Copa do Mundo)                     |
| Melhor Jornalista                     | Fernando Gabeira - (Fernando Gabeira)                 |
| Melhor Jornalista                     | Renata Lo Prete - (Jornal das Dez)                    |
| Melhor Jornalista                     | Renata Vasconcellos - (Fantástico)                    |
| Melhor Jornalista                     | Roberto Cabrini - (Conexão Repórter)                  |

### 2015
| Categoria                 | Vencedores e indicados                                    |
| ------------------------- | --------------------------------------------------------- |
| Melhor Atriz de Televisão | Giovanna Antonelli - (A Regra do Jogo)                    |
| Melhor Atriz de Televisão | Alinne Moraes - (Além do Tempo)                           |
| Melhor Atriz de Televisão | Cássia Kiss Magro - (A Regra do Jogo)                     |
| Melhor Atriz de Televisão | Débora Bloch - (Sete Vidas)                               |
| Melhor Atriz de Televisão | Drica Moraes - (Verdades Secretas)                        |
| Melhor Atriz de Televisão | Eva Wilma - (Verdades Secretas)                           |
| Melhor Atriz de Televisão | Grazi Massafera - (Verdades Secretas)                     |
| Melhor Atriz de Televisão | Irene Ravache - (Além do Tempo)                           |
| Melhor Atriz de Televisão | Marieta Severo - (Verdades Secretas)                      |
| Melhor Atriz de Televisão | Paolla Oliveira - (Além do Tempo)                         |
| Melhor Atriz de Televisão | Susana Vieira - (A Regra do Jogo)                         |
| Melhor Atriz de Televisão | Taís Araújo - (Mister Brau)                               |
| Melhor Ator de Televisão  | Alexandre Nero - (A Regra do Jogo)                        |
| Melhor Ator de Televisão  | Cauã Reymond - (A Regra do Jogo)                          |
| Melhor Ator de Televisão  | Diogo Vilela - (Pé na Cova)                               |
| Melhor Ator de Televisão  | Domingos Montagner - (Sete Vidas)                         |
| Melhor Ator de Televisão  | Guilherme Winter - (Os Dez Mandamentos)                   |
| Melhor Ator de Televisão  | Lázaro Ramos - (Mister Brau)                              |
| Melhor Ator de Televisão  | Luis Melo - (Além do Tempo)                               |
| Melhor Ator de Televisão  | Rafael Cardoso - (Além do Tempo)                          |
| Melhor Ator de Televisão  | Reynaldo Gianecchini - (Verdades Secretas)                |
| Melhor Ator de Televisão  | Rodrigo Lombardi - (Verdades Secretas)                    |
| Melhor Ator de Televisão  | Tonico Pereira - (A Regra do Jogo)                        |
| Melhor Ator de Televisão  | Tony Ramos - (A Regra do Jogo)                            |
| Melhor Revelação          | Camila Queiroz - (Verdades Secretas)                      |
| Melhor Revelação          | Agatha Moreira - (Verdades Secretas)                      |
| Melhor Revelação          | Carla Cristina Cardoso - (A Regra do Jogo)                |
| Melhor Revelação          | Emilio Dantas - (Além do Tempo)                           |
| Melhor Revelação          | Frank Menezes - (I Love Paraisópolis)                     |
| Melhor Revelação          | Ghilherme Lobo - (Sete Vidas)                             |
| Melhor Revelação          | João Cortes - (Os Experientes)                            |
| Melhor Revelação          | João Vítor Silva - (Verdades Secretas)                    |
| Melhor Revelação          | Júlia Rabello - (A Regra do Jogo)                         |
| Melhor Revelação          | Karine Telles - (A Regra do Jogo)                         |
| Melhor Revelação          | Letícia Lima - (A Regra do Jogo)                          |
| Melhor Revelação          | Luisa Arraes - (Babilônia)                                |
| Melhor Autor de Televisão | Elizabeth Jhin - (Além do Tempo)                          |
| Melhor Autor de Televisão | Alcides Nogueira e Mário Teixeira - (I Love Paraisópolis) |
| Melhor Autor de Televisão | Cláudio Paiva - (Tapas & Beijos)                          |
| Melhor Autor de Televisão | Emanuel Jacobina - (Malhação)                             |
| Melhor Autor de Televisão | Jorge Furtado - (Mister Brau)                             |
| Melhor Autor de Televisão | Lícia Manzo - (Sete Vidas)                                |
| Melhor Autor de Televisão | Miguel Falabella - (Pé na Cova)                           |
| Melhor Autor de Televisão | Vivian de Oliveira - (Os Dez Mandamentos)                 |
| Melhor Autor de Televisão | Walcyr Carrasco - (Verdades Secretas)                     |
| Melhor Apresentador       | Fátima Bernardes - (Encontro com Fátima Bernardes)        |
| Melhor Apresentador       | Ana Hickmann - (Hoje em Dia)                              |
| Melhor Apresentador       | Ana Paula Padrão - (MasterChef Brasil)                    |
| Melhor Apresentador       | Astrid Fontenelle - (Chegadas e Partidas)                 |
| Melhor Apresentador       | Fausto Silva - (Domingão do Faustão)                      |
| Melhor Apresentador       | Marcelo Tas - (Papo de Segunda)                           |
| Melhor Apresentador       | Monica Iozzi - (Vídeo Show)                               |
| Melhor Apresentador       | Regina Casé - (Esquenta!)                                 |
| Melhor Apresentador       | Sabrina Sato - (Programa da Sabrina)                      |
| Melhor Apresentador       | Tiago Leifert - (The Voice Brasil)                        |
| Melhor Apresentador       | Xuxa - (Xuxa Meneghel)                                    |
| Melhor Jornalista         | William Bonner                                            |
| Melhor Jornalista         | Álvaro Pereira Jr.                                        |
| Melhor Jornalista         | Caco Barcellos                                            |
| Melhor Jornalista         | Cecília Malan                                             |
| Melhor Jornalista         | Evaristo Costa                                            |
| Melhor Jornalista         | Fernando Gabeira                                          |
| Melhor Jornalista         | Maria Júlia Coutinho                                      |
| Melhor Jornalista         | Pedro Vedova                                              |
| Melhor Jornalista         | Renata Lo Prete                                           |
| Melhor Jornalista         | Renata Vasconcellos                                       |
| Melhor Jornalista         | Rodrigo Alvarez                                           |
| Melhor Jornalista         | Sandra Annenberg                                          |

- Homenageado: Tony Ramos
- Em 2015 as categorias Atriz Coadjuvante e Ator Coadjuvante foram extintas.

### 2016
| Categoria                             | Vencedores e indicados                                    |
| ------------------------------------- | --------------------------------------------------------- |
| Melhor Atriz de Televisão             | Adriana Esteves - (Justiça)                               |
| Melhor Atriz de Televisão             | Cláudia Abreu - (A Lei do Amor)                           |
| Melhor Atriz de Televisão             | Débora Bloch - (Justiça)                                  |
| Melhor Atriz de Televisão             | Débora Falabella - (Nada Será Como Antes)                 |
| Melhor Atriz de Televisão             | Mariana Ximenes - (Haja Coração)                          |
| Melhor Atriz de Televisão             | Marina Ruy Barbosa - (Totalmente Demais)                  |
| Melhor Atriz de Televisão             | Patrícia Pillar - (Ligações Perigosas)                    |
| Melhor Atriz de Televisão             | Tatá Werneck - (Haja Coração)                             |
| Melhor Atriz de Televisão             | Vera Holtz - (A Lei do Amor)                              |
| Melhor Ator de Televisão              | Domingos Montagner - (Velho Chico)                        |
| Melhor Ator de Televisão              | Antônio Fagundes - (Velho Chico)                          |
| Melhor Ator de Televisão              | Bruno Gagliasso - (Sol Nascente)                          |
| Melhor Ator de Televisão              | Cauã Reymond - (Justiça)                                  |
| Melhor Ator de Televisão              | Rafael Cardoso - (Sol Nascente)                           |
| Melhor Ator de Televisão              | Rodrigo Santoro - (Velho Chico)                           |
| Melhor Ator de Televisão              | Selton Mello - (Ligações Perigosas)                       |
| Melhor Ator de Televisão              | Sérgio Guizé - (Êta Mundo Bom!)                           |
| Melhor Ator de Televisão              | Vladimir Brichta - (Justiça)                              |
| Melhor Atriz Coadjuvante de Televisão | Grazi Massafera - (A Lei do Amor)                         |
| Melhor Atriz Coadjuvante de Televisão | Alice Wegmann - (Ligações Perigosas)                      |
| Melhor Atriz Coadjuvante de Televisão | Camila Queiroz - (Êta Mundo Bom!)                         |
| Melhor Atriz Coadjuvante de Televisão | Cristina Pereira - (Haja Coração)                         |
| Melhor Atriz Coadjuvante de Televisão | Drica Moraes - (Justiça)                                  |
| Melhor Atriz Coadjuvante de Televisão | Grace Gianoukas - (Haja Coração)                          |
| Melhor Atriz Coadjuvante de Televisão | Laura Cardoso - (Sol Nascente)                            |
| Melhor Atriz Coadjuvante de Televisão | Nathalia Dill - (Liberdade, Liberdade)                    |
| Melhor Atriz Coadjuvante de Televisão | Selma Egrei - (Velho Chico)                               |
| Melhor Ator Coadjuvante de Televisão  | Marco Nanini - (Êta Mundo Bom!)                           |
| Melhor Ator Coadjuvante de Televisão  | Anderson di Rizzi - (Êta Mundo Bom!)                      |
| Melhor Ator Coadjuvante de Televisão  | Chico Diaz - (Velho Chico)                                |
| Melhor Ator Coadjuvante de Televisão  | Enrique Diaz - (Justiça)                                  |
| Melhor Ator Coadjuvante de Televisão  | Gabriel Godoy - (Haja Coração)                            |
| Melhor Ator Coadjuvante de Televisão  | Jesuíta Barbosa - (Justiça)                               |
| Melhor Ator Coadjuvante de Televisão  | Marcelo Médici - (Haja Coração)                           |
| Melhor Ator Coadjuvante de Televisão  | Marcelo Serrado - (Velho Chico)                           |
| Melhor Ator Coadjuvante de Televisão  | Otávio Augusto - (A Lei do Amor)                          |
| Melhor Revelação                      | Lucy Alves - (Velho Chico)                                |
| Melhor Revelação                      | Giovanna Grigio - (Êta Mundo Bom!)                        |
| Melhor Revelação                      | Giulia Buscacio - (Velho Chico)                           |
| Melhor Revelação                      | João Baldasserini - (Haja Coração)                        |
| Melhor Revelação                      | Larissa Manoela - (Cúmplices de um Resgate)               |
| Melhor Revelação                      | Renato Góes - (Velho Chico)                               |
| Melhor Autor de Televisão             | Daniel Ortiz - (Haja Coração)                             |
| Melhor Autor de Televisão             | Gustavo Reiz - (Escrava Mãe)                              |
| Melhor Autor de Televisão             | Manuela Dias - (Justiça)                                  |
| Melhor Autor de Televisão             | Maria Adelaide Amaral e Vincent Villari - (A Lei do Amor) |
| Melhor Autor de Televisão             | Mário Teixeira - (Liberdade, Liberdade)                   |
| Melhor Autor de Televisão             | Walcyr Carrasco - (Êta Mundo Bom!)                        |
| Melhor Apresentador                   | Fátima Bernardes - (Encontro com Fátima Bernardes)        |
| Melhor Apresentador                   | Fábio Porchat - (Programa do Porchat)                     |
| Melhor Apresentador                   | Fausto Silva - (Domingão do Faustão)                      |
| Melhor Apresentador                   | Fernanda Torres - (Minha Estupidez)                       |
| Melhor Apresentador                   | Marcio Garcia - (Tamanho Família)                         |
| Melhor Apresentador                   | Pedro Bial - (Programa com Bial)                          |
| Melhor Apresentador                   | Rodrigo Faro - (Hora do Faro)                             |
| Melhor Apresentador                   | Silvio Santos - (Programa Silvio Santos)                  |
| Melhor Apresentador                   | Xuxa - (Xuxa Meneghel)                                    |
| Melhor Jornalista                     | Evaristo Costa                                            |
| Melhor Jornalista                     | Ana Paula Araújo                                          |
| Melhor Jornalista                     | Caco Barcellos                                            |
| Melhor Jornalista                     | Chico Pinheiro                                            |
| Melhor Jornalista                     | Maria Beltrão                                             |
| Melhor Jornalista                     | Pedro Vedova                                              |
| Melhor Jornalista                     | Renata Lo Prete                                           |
| Melhor Jornalista                     | Sandra Annenberg                                          |
| Melhor Jornalista                     | Willian Bonner                                            |

- Homenagem: Claudia Leitte

### Artistas com mais indicações e vitórias
| Indicações | Artista               |
| ---------- | --------------------- |
| 5          | Cauã Reymond          |
| 5          | Vera Holtz            |
| 5          | Walcyr Carrasco       |
| 4          | Miguel Falabella      |
| 4          | Murilo Benício        |
| 4          | Rodrigo Lombardi      |
| 4          | Tony Ramos            |
| 3          | Andréa Beltrão        |
| 3          | Adriana Esteves       |
| 3          | Alexandre Nero        |
| 3          | Anderson Di Rizzi     |
| 3          | Antônio Fagundes      |
| 3          | Bruno Gagliasso       |
| 3          | Cássia Kis Magro      |
| 3          | Cláudia Abreu         |
| 3          | Domingos Montagner    |
| 3          | Gabriel Braga Nunes   |
| 3          | João Emanuel Carneiro |
| 3          | Lícia Manzo           |
| 3          | Lília Cabral          |
| 3          | Maria Adelaide Amaral |
| 3          | Marieta Severo        |
| 3          | Mateus Solano         |
| 3          | Patricia Pillar       |
| 3          | Ricardo Linhares      |
| 3          | Taís Araújo           |
| 2          | Alinne Moraes         |
| 2          | Ary Fontoura          |
| 2          | Aguinaldo Silva       |
| 2          | Camila Pitanga        |
| 2          | Cláudia Raia          |
| 2          | Camila Queiroz        |
| 2          | Carlos Lombardi       |
| 2          | Débora Falabella      |
| 2          | Débora Bloch          |
| 2          | Drica Moraes          |
| 2          | Duca Rachid           |
| 2          | Elizabeth Jhin        |
| 2          | Elizabeth Savalla     |
| 2          | Filipe Miguez         |
| 2          | Giovanna Antonelli    |
| 2          | Giovanna Lancellotti  |
| 2          | Giulia Gam            |
| 2          | Gilberto Braga        |
| 2          | Gloria Perez          |
| 2          | Humberto Martins      |
| 2          | Isis Valverde         |
| 2          | Izabel de Oliveira    |
| 2          | Jorge Furtado         |
| 2          | José de Abreu         |
| 2          | Júlio Andrade         |
| 2          | Larissa Manoela       |
| 2          | Laura Cardoso         |
| 2          | Lázaro Ramos          |
| 2          | Manoel Carlos         |
| 2          | Marcelo Serrado       |
| 2          | Mariana Ximenes       |
| 2          | Mário Teixeira        |
| 2          | Otávio Augusto        |
| 2          | Osmar Prado           |
| 2          | Rafael Cardoso        |
| 2          | Selton Mello          |
| 2          | Sérgio Guizé          |
| 2          | Sophie Charlotte      |
| 2          | Susana Vieira         |
| 2          | Thelma Guedes         |
| 2          | Vincent Villari       |
| 2          | Zezé Polessa          |

| Vitórias | Artista               |
| -------- | --------------------- |
| 4        | Fátima Bernardes      |
| 3        | William Bonner        |
| 2        | Adriana Esteves       |
| 2        | Alexandre Nero        |
| 2        | Bruno Gagliasso       |
| 2        | Evaristo Costa        |
| 2        | Giovanna Antonelli    |
| 2        | João Emanuel Carneiro |
| 2        | Luciano Huck          |
| 2        | Marcos Mion           |

## Cinema

### 2016
| Categoria              | Vencedores e indicados                      |
| ---------------------- | ------------------------------------------- |
| Melhor Filme           | Que Horas Ela Volta? - (Anna Muylaert)      |
| Melhor Filme           | A Estrada 47 - (Vicente Ferraz)             |
| Melhor Filme           | Ausência - (Chico Teixeira)                 |
| Melhor Filme           | Branco Sai, Preto Fica - (Adirley Queirós)  |
| Melhor Filme           | Chatô, o Rei do Brasil - (Guilherme Fontes) |
| Melhor Filme           | O Último Cine Drive-In - (Iberê Carvalho)   |
| Melhor Atriz de Cinema | Regina Casé - (Que Horas Ela Volta?)        |
| Melhor Atriz de Cinema | Ana Paula Arósio - (A Floresta que se Move) |
| Melhor Atriz de Cinema | Caroline Abras - (Sangue Azul)              |
| Melhor Atriz de Cinema | Camila Márdila - (Que Horas Ela Volta?)     |
| Melhor Atriz de Cinema | Dira Paes - (Órfãos do Eldorado)            |
| Melhor Atriz de Cinema | Irene Ravache - (Entre Abelhas)             |
| Melhor Ator de Cinema  | Fábio Porchat - (Entre Abelhas)             |
| Melhor Ator de Cinema  | Caio Blat - (Califórnia)                    |
| Melhor Ator de Cinema  | Daniel de Oliveira - (A Estrada 47)         |
| Melhor Ator de Cinema  | João Miguel - (A Hora e a Vez)              |
| Melhor Ator de Cinema  | José Wilker - (O Duelo)                     |
| Melhor Ator de Cinema  | Marco Ricca - (Chatô, o Rei do Brasil)      |

| Categoria                | Vencedores e indicados                          |
| ------------------------ | ----------------------------------------------- |
| Melhor Diretor de Cinema | Hugo Prata - (Elis)                             |
| Melhor Diretor de Cinema | Domingos de Oliveira - (Barata Ribeiro, 716)    |
| Melhor Diretor de Cinema | Gabriel Mascaro - (Boi Neon)                    |
| Melhor Diretor de Cinema | Anna Muylaert - (Mãe Só Há Uma)                 |
| Melhor Diretor de Cinema | Júlia Rezende - (Um Marido Para Minha Mulher)   |
| Melhor Diretor de Cinema | Afonso Poyart - (Mais Forte que o Mundo)        |
| Melhor Diretor de Cinema | Marco Dutra - (O Silêncio do Céu)               |
| Melhor Diretor de Cinema | Kleber Mendonça Filho - (Aquarius)              |
| Melhor Diretor de Cinema | Andrucha Waddington - (Sob Pressão)             |
| Melhor Atriz de Cinema   | Julia Lemmertz - (O Pequeno Segredo)            |
| Melhor Atriz de Cinema   | Andréa Beltrão - (Sob Pressão)                  |
| Melhor Atriz de Cinema   | Andreia Horta - (Elis)                          |
| Melhor Atriz de Cinema   | Glória Pires - (Nise: O Coração da Loucura)     |
| Melhor Atriz de Cinema   | Maeve Jinkings - (Boi Neon)                     |
| Melhor Atriz de Cinema   | Ingrid Guimarães - (Entre Idas e Vindas)        |
| Melhor Atriz de Cinema   | Carolina Dieckmann - (O Silêncio do Céu)        |
| Melhor Atriz de Cinema   | Sônia Braga - (Aquarius)                        |
| Melhor Ator de Cinema    | Humberto Carrão - (Aquarius)                    |
| Melhor Ator de Cinema    | José Loreto - (Mais Forte que o Mundo)          |
| Melhor Ator de Cinema    | Naomi Nero - (Mãe Só Há Uma)                    |
| Melhor Ator de Cinema    | Fernando Alves Pinto - (Para Minha Amada Morta) |
| Melhor Ator de Cinema    | Júlio Andrade - (Sob Pressão)                   |
| Melhor Ator de Cinema    | Caio Blat - (Barata Ribeiro, 716)               |
| Melhor Ator de Cinema    | Juliano Cazarré - (Boi Neon)                    |
| Melhor Ator de Cinema    | Irandhir Santos - (Aquarius)                    |
| Melhor Ator de Cinema    | Matheus Nachtergaele - (Mãe Só Há Uma)          |

## Música

### 2015
| Categoria      | Vencedores e indicados |
| -------------- | ---------------------- |
| Melhor Cantora | Claudia Leitte         |
| Melhor Cantora | Ana Canãs              |
| Melhor Cantora | Anitta                 |
| Melhor Cantora | Duda Brack             |
| Melhor Cantora | Elza Soares            |
| Melhor Cantora | Ivete Sangalo          |
| Melhor Cantora | Maria Bethania         |
| Melhor Cantor  | Filipe Catto)          |
| Melhor Cantor  | Arthur Nogueira)       |
| Melhor Cantor  | Caetano Veloso)        |
| Melhor Cantor  | Emicida)               |
| Melhor Cantor  | Gilberto Gil           |
| Melhor Cantor  | Gui Amabis             |
| Melhor Cantor  | Helio Flanders         |
| Melhor Cantor  | Rico Dalasam           |
| Melhor Cantor  | Zé Renato              |
| Melhor Banda   | 'Scalene               |
| Melhor Banda   | Cidadão Instigado      |
| Melhor Banda   | Instituto              |
| Melhor Banda   | Jota Quest             |
| Melhor Banda   | Metá Metá              |
| Melhor Banda   | Nx Zero                |
| Melhor Banda   | Plebe Rude             |
| Melhor Banda   | Suricato               |
| Melhor Banda   | Titãs                  |